# Gerry López
 (décembre 2021).
Si vous disposez d'ouvrages ou d'articles de référence ou si vous connaissez des sites web de qualité traitant du thème abordé ici, merci de compléter l'article en donnant les références utiles à sa vérifiabilité et en les liant à la section « Notes et références ».
Pour les articles homonymes, voir López.
Gerry López (né le 7 novembre 1948 à Honolulu, O'ahu) est un surfeur américain des années 1970 ainsi qu'un acteur occasionnel.
Vainqueur de la compétition Pipe Masters en 1972 et 1973, il est un surfeur emblématique de cette période de modernisation du surf : c'est un pionnier dans l'utilisation des shortboards. Son charisme, sa personnalité très respectée en font un des surfeurs les plus admirés, preuve en est le succès de sa société "Gerry Lopez Surfboards & Gear".
Il est le découvreur du spot de surf G-Land en Indonésie, une des plus belles gauches du monde, où se déroule régulièrement une manche des championnats du monde de surf WCT.
Il a joué dans quelques films dont Conan le Barbare où il interprète le personnage de Subotai.

## Filmographie
- 1971 : Morning of the Earth : lui-même
- 1978 : Graffiti Party : lui-même
- 1982 : Conan le Barbare : Subotai
- 1987 : North Shore : Vince
- 1989 : L'Adieu au roi : Gwai
- 1996 : Alerte à Malibu (saison 6, épisodes 19 et 20) : lui-même